# Поконьоли, Себастьян
Себастья́н Жан Поконьоли́ (фр. Sébastien Jean Pocognoli; род. 1 августа 1987, Серен, Валлония) — бельгийский футболист, левый защитник; тренер. Выступал за сборную Бельгии.

## Клубная карьера
Воспитанник футбольной школы клуба «Стандард» из Льежа. В 2002 году перешёл в школу клуба «Генк», в 2006 году ему удалось закрепиться в основном составе клуба. 22 июня 2007 года он заключил 5-летний контракт с клубом АЗ.
В июле 2014 года перешёл в английский «Вест Бромвич Альбион», заключив с клубом трёхлетний контракт.

## Карьера в сборной
Поконьоли выступал за юношеские сборные Бельгии до 16, до 17 и до 19 лет, а также за молодёжную сборную. В 2007 году участвовал в молодёжном чемпионате Европы. Он также принимал участие в Олимпийских играх 2008, проведя за олимпийскую сборную 6 матчей. 30 мая 2008 года состоялся дебют за сборную Бельгии в товарищеском матче против Италии, в котором бельгийцы проиграли со счётом 0:3.

## Достижения
АЗ
- Чемпион Нидерландов: 2008/09
- Обладатель Суперкубка Нидерландов: 2009

Стандард
- Обладатель Кубка Бельгии: 2010/11, 2017/18